# Faure (Familienname)
Faure oder Fauré ist ein französischer Familienname. Der Berufsname (okzitanisch für Schmied) entspricht dem deutschen Familiennamen Schmid/Schmidt/Schmitt.

## Namensträger

### A
- Adrien Faure (1905–1981), französischer Widerstandskämpfer
- Alain Fauré (1962–2018), französischer Politiker
- Alfred Faure (1883–1935), französischer Radrennfahrer
- Angélique Faure (1593–1664), französischer Adlige und Philanthropin
- Antoine Fauré (1869–?), französischer Radrennfahrer
- Benoît Faure (1899–1980), französischer Radrennfahrer
- Amandus Faure (1874–1931), deutscher Maler
- Aristides Faure, kubanischer Fechter

### B
- Bernard Faure (* 1953), französischer Marathonläufer

### C
- Camille Alphonse Faure (1840–1898), französischer Physiker
- Cédric Fauré (* 1979), französischer Fußballspieler
- Charles Faure (1694–1744), französischer Geistlicher
- Chrétien François Antoine Faure de Gière (1769–1813), französischer General
- Christian Fauré (* 1951), französischer Radrennfahrer
- Christian Faure (Regisseur) (* 1954), französischer Regisseur
- Christian Faure (Historiker) (* 1957), französischer Historiker

### D
- Danny Faure (* 1962), seychellischer Politiker
- Dominique Faure (* 1959), französische Politikerin (Radikale Partei)
- Duncan Faure (* 1956), südafrikanischer Musiker, Sänger und Songwriter

### E
- Edgar Faure (1908–1988), französischer Politiker
- Edmond Faure (1927–2008), französischer Ringer
- Élie Faure (1873–1937), französischer Kunsthistoriker
- Eugène Faure (1822–1878), französischer Maler

### F
- Félix Faure (1841–1899), französischer Politiker, Präsident 1895 bis 1899
- Florian Faure (* 1983), französischer Rugby-Union-Spieler
- Francis Fauré (1910–1953), französischer Radrennfahrer
- François Faure (Bischof) (1612–1687), französischer Bischof
- François Faure (Widerstandskämpfer) (1897–1982), französischer Widerstandskämpfer

### G
- Gabriel Fauré (1845–1924), französischer Komponist und Organist
- Gabrielle Faure (1917–1996), Schweizer Schriftstellerin, Literaturkritikerin und Übersetzerin
- Gilbert Faure (* 1943), französischer Skilangläufer

### H
- Hervé Faure (* 1976), französischer Triathlet

### J
- Jacques Faure (1904–1988), französischer Skisportler und Offizier
- Jacques-Napoléon Faure-Biguet (Jacques Decrest; 1893–1954), französischer Journalist, Schriftsteller und Übersetzer
- Jean Faure (Maler) (1806–1867), französischer Maler
- Jean Faure (Politiker) (1937–2022), französischer Politiker
- Jean-Baptiste Faure (1830–1914), französischer Sänger (Bariton) und Komponist
- Jean-Michel Faure (* 1941), französischer Ordensgeistlicher, Bischof der Priesterunion Marcel Lefebvre
- Julia Faure (* 1977), französische Schauspielerin

### K
- Karyn Faure (* 1969), französische Schwimmerin

### L
- Lionel Faure (* 1977), französischer Rugby-Union-Spieler
- Louis Faure (um 1785/1796–1879), Maler und Lithograph
- Louis-Joseph Faure (1760–1837), französischer Politiker
- Lucie Faure (1908–1977), französische Schriftstellerin
- Lucie Félix-Faure Goyau (1866–1913), französische Schriftstellerin
- Luigi Faure (1901–1974), italienischer Skispringer

### M
- Magali Faure (* 1972), französische Radsportlerin
- Magie Faure-Vidot (* 1958), Dichterin in den Seychellen
- Marcel Faure (1905–1984), französischer Fechter
- Martine Faure (* 1948), französische Politikerin
- Maurice Fauré (Sportschütze) (1859–nach 1909), französischer Sportschütze, Olympiateilnehmer
- Maurice Faure (Pianist) (1891–1991), französischer Pianist
- Maurice Faure (1922–2014), französischer Widerstandskämpfer und Politiker
- Maurice Faure (Ringer) (1927–2013), französischer Ringer
- Maurice Faure (Rennfahrer) (1896–1965), französischer Landwirt, Flieger und Automobilrennfahrer
- Maurice-Louis Faure (1850–1919), französischer Politiker
- Morgane Faure (* 1984), französische Beachvolleyballspielerin

### L
- Nick Faure (* 1944), britischer Unternehmer und Automobilrennfahrer

### N
- Nicolas Faure (* 1949), Schweizer Fotograf und Hochschullehrer

### O
- Olivier Faure (* 1968), französischer Politiker

### P
- Patrick Faure (* 1946), französischer Rennstallpräsident
- Paul Faure (Politiker) (1878–1960), französischer Politiker
- Paul Faure (Leichtathlet) (* 1913), französischer Mittelstreckenläufer
- Paul Faure (Archäologe) (1916–2007), französischer Archäologe und Historiker
- Philippe Faure (* 1950), französischer Diplomat

### R
- Rembt Tobias Hugo Pieter Liebrecht Alexander van Boneval Faure (1826–1909), niederländischer Rechtswissenschaftler und Politiker
- Renée Faure (1919–2005), französische Schauspielerin

### S
- Sébastien Faure (1858–1942), französischer Anarchist
- Sébastien Faure (Fußballspieler) (* 1991), französischer Fußballspieler
- Sylvain Fauré (* 1978), monegassischer Schwimmer

### U
- Ulrich Faure (* 1954), deutscher Redakteur, Herausgeber und Übersetzer

### W
- William C. Faure (1949–1994), südafrikanischer Filmregisseur und Drehbuchautor